# (537) Pauly
(537) Pauly – planetoida z pasa głównego asteroid okrążająca Słońce w ciągu 5 lat i 147 dni w średniej odległości 3,07 j.a. Została odkryta 7 lipca 1904 roku w Observatoire de Nice w Nicei przez Auguste Charloisa. Nazwa planetoidy pochodzi od Maxa Pauly’ego, niemieckiego biznesmena, amatora optyka, projektanta i producenta okularów teleskopowych. Przed nadaniem nazwy planetoida nosiła oznaczenie tymczasowe (537) 1904 OG.